# TB4-7
TB4-7とは、チモシンβ4（thymosinβ4）の活性化部位のペプチドである。

## 概要
オーストラリアの再生医療ベンチャーアディステム(Adistem)社が発毛作用及び毛髪を元の色にする作用があることを発見した。チモシンβ4は43個のアミノ酸で構成されているので頭皮への浸透性と製造における生産性の課題がある。一方チモシンβ4の活性化部位であるTB4-7は7つのアミノ酸から構成されている合成ペプチドなので前述の課題はクリアしている。
2010年現在、毛髪用化粧品の成分として利用されている。

## 作用機序
毛周期は成長期、後退期、休止期からなり、休止期では活発に分裂して毛の形成をおこなっていた毛母細胞がアポトーシスにより消失する。休止期から成長期に移行する際には毛母細胞が移動してきて再び毛の形成をおこなう。バルジ領域には毛母細胞となる毛胞上皮幹細胞、色素細胞となる毛胞色素幹細胞が存在しており、チモシンβ4はこれらの幹細胞に作用して分化を促す働きがある。TB4-7はチモシンβ4同様バルジ領域の幹細胞の分化を促す。